# Soulèvement de Cracovie

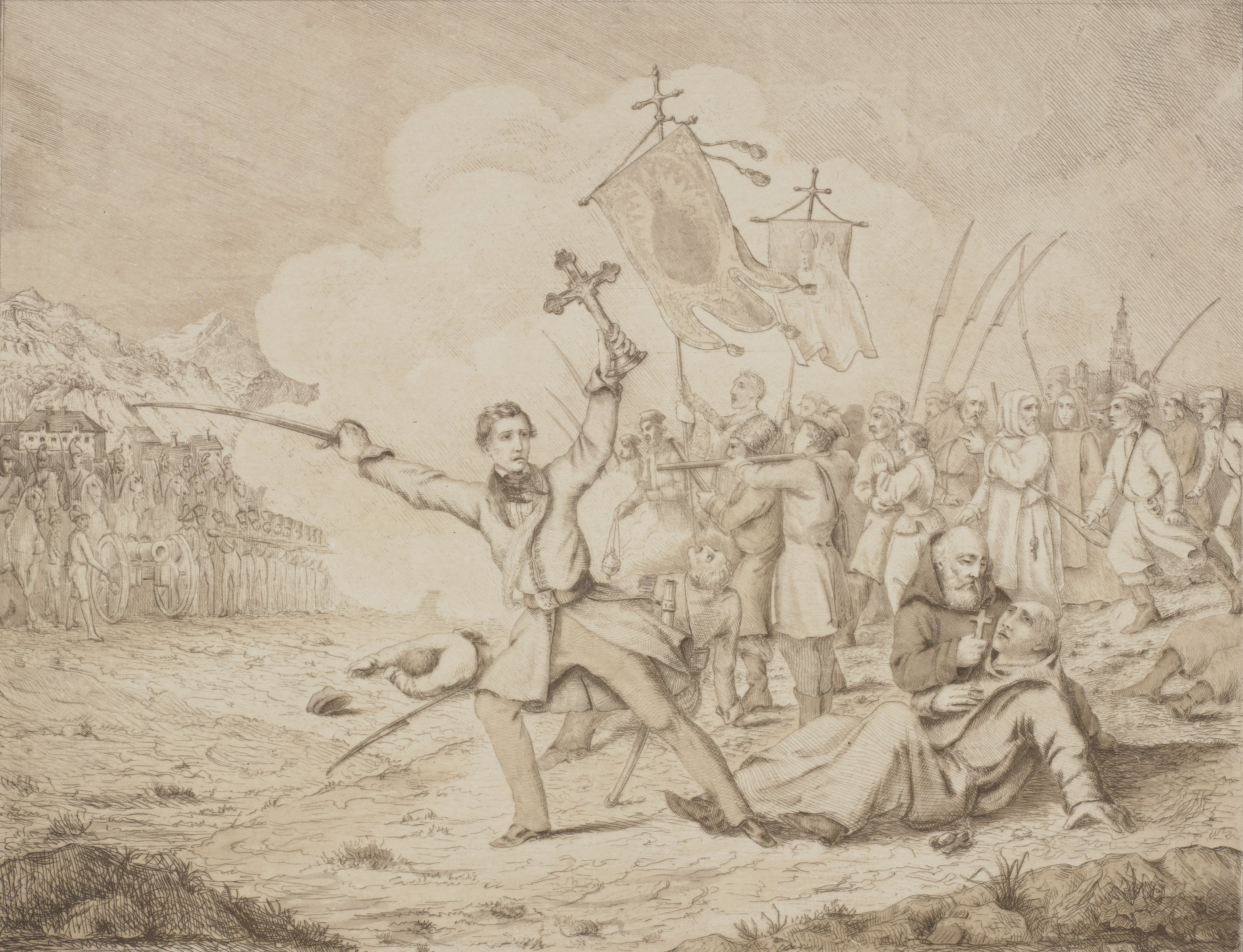
Édouard Dembowski au cours de l'insurrection.

Le soulèvement de Cracovie, qui fut déclenché dans la nuit du 20 au 21 février 1846, était censé, conjointement avec une future insurrection du grand-duché de Posen, déclencher une guerre de libération des territoires autrefois polonais ; promptement réprimé, il se solda en fait par la confiscation des terres des aristocrates polonais de Galicie au profit des paysans ukrainiens et par l’annexion de la république de Cracovie à l’empire d'Autriche.

## Contexte

### La Pologne des partages au congrès de Vienne
Le soulèvement de Cracovie est un épisode de l'histoire polonaise après les partages de la fin du XVIIIe siècle : après le premier en 1772, elle en subit un second (1793) puis un troisième (1795), qui met fin à l'État polonais indépendant (la république des Deux Nations, Pologne et Lituanie), partagé entre la Russie (Vilna, Minsk), la Prusse (Gdańsk, Poznań, Varsovie) et l'Autriche (Lvov, Cracovie, Lublin).
En 1807-1809, Napoléon Ier forme le duché de Varsovie avec les territoires acquis par la Prusse et l'Autriche en 1793 ou 1795. En 1815, le congrès de Vienne transforme le duché en royaume de Pologne (ou royaume du Congrès), sauf la Posnanie, restituée à la Prusse qui en fait le grand-duché de Posen, et la région de Cracovie, qui devient une cité-État, la ville libre de Cracovie, sous la tutelle des trois puissances qui l'entourent. Le royaume de Pologne, avec Varsovie, est attribué au tsar russe, roi de Pologne. En ce qui concerne les territoires partagés en 1772, l'Autriche détient toujours la Galicie (Lvov) et la Prusse la Prusse-Occidentale (Gdańsk), régions où seulement une partie de la population est polonaise.

### Le mouvement patriotique polonais
Une étape importante est l'insurrection du royaume de Pologne (1830-1831), dont la défaite déclenche une grande vague d'émigration polonaise vers la France, la Belgique, l'Angleterre, émigration où se forment différents groupes (autour d'Adam Czartoryski à Paris, de Joachim Lelewel à Bruxelles, etc.) de lutte pour la restauration de la Pologne, avec des antennes dans les territoires polonais annexés.
Au cours des années 1840, de nouvelles organisations voient le jour dans ces territoires : l’Association démocratique, active à Varsovie et en Posnanie, la Ligue plébéienne rassemblée autour de Valentin Stefański à Poznań, qui se développe aussi à faire école en Poméranie et en Prusse-Occidentale.

### La conspiration de 1845
Au printemps 1845, le comité central de Poznań décide de mettre sur pied une insurrection. Cette entreprise est dictée par la crainte que les réformes mises en place par les occupants effacent l'identité nationale polonaise. On envisage de prendre à partie les unités militaires prussiennes stationnées à Poznań et les contingents autrichiens de Galicie, tout en déclenchant une insurrection dans les territoires annexés par la Russie. Ces trois événements conjugués doivent culminer en une guerre générale de libération. En janvier 1846, les insurgés dessinent les contours d'un gouvernement provisoire avec à sa tête un des leurs, le Dr Karol Libelt.
Le projet est mis à mal après qu'une dénonciation permet à la police prussienne d'arrêter les meneurs de Poznań, qui sont traduits en justice : c'est ce qu'on appelle le procès des Polonais (de).

## Déroulement
Mais à Cracovie, les émeutiers parviennent à agir sans être inquiétés et les fonctionnaires autrichiens s’enfuient, tandis que le gouvernement provisoire polonais prend le contrôle de l'administration. Les insurgés bénéficient non seulement de l'appui de la bourgeoisie, mais aussi des classes sociales inférieures et des sujets issus de l'émigration. Le manifeste de Cracovie, proclamé le 22 février 1846 par Karol Libelt affirme notamment l’abolition du servage, l'assistance aux pauvres et l’égalité de droit pour les Juifs.
Le gouvernement provisoire met sur pied une petite armée et exhorte les paysans à se joindre au soulèvement. De leur côté, les Autrichiens s'appuient sur la paysannerie ukrainienne, majoritaire, en évoquant les risques de laisser les aristocrates polonais retrouver leurs droits primitifs.
Les troupes polonaises ne parviennent pas à s'opposer à l’armée autrichienne. L'un des chefs de l'insurrection, le philosophe Édouard Dembowski, tombe l'un des premiers sous les balles de la répression ; quant aux survivants, ils sont persécutés par les paysans ukrainiens. Jan Tyssowski, qui le 24 février s'est proclamé « dictateur », capitule le 2 mars et avec les 1 500 hommes qui lui restent, gagne la Prusse voisine, où lui et ses soldats sont désarmés et internés.
En Galicie occidentale, plusieurs grandes propriétés polonaises sont détruites et les aristocrates massacrés. C'est finalement l'armée autrichienne qui mit un terme à ces troubles. En exploitant la haine des serfs ukrainiens contre leurs maîtres, le gouvernement de Vienne était déjà parvenu à ses fins.

## Conséquences

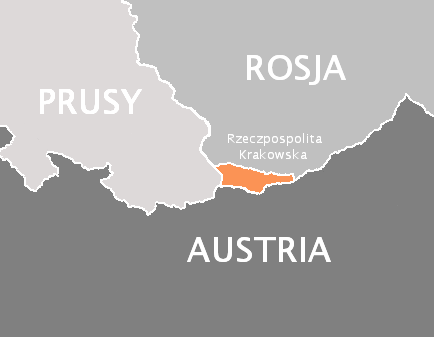
Le modeste territoire de la ville libre de Cracovie, ultime vestige du duché de Varsovie, est annexé à l’empire d'Autriche.

Conséquence directe des troubles, la république de Cracovie est annexée le 6 novembre 1846 à l’empire d'Autriche.
Cette crise marque le point de départ d'une prise de conscience nationale pour les Ukrainiens de Galicie. Mais elle est également importante pour les Polonais : le « manifeste de Cracovie » va rester dans les mémoires, car pour la première fois les revendications nationales et sociales se sont confondues dans un même idéal.